# Lena Rice
Helena Bertha Grace Rice, detta Lena (Marlhill, 21 giugno 1866 – Marlhill, 21 giugno 1907), è stata una tennista irlandese.
Nel 1890 ottiene il suo miglior risultato vincendo il Torneo di Wimbledon, sconfiggendo in finale Blanche Bingley per 6-4, 6-1.

## Statistiche

### Singolare

#### Vittorie (1)
| Numero | Anno | Torneo            | Superficie | Avversaria in finale | Punteggio |
| 1.     | 1890 | Wimbledon, Londra | Erba       | Blanche Bingley      | 6-4, 6-1  |